# 西川和久
西川和久（1962年11月1日—）是一名日本软件开发人员、作家暨摄影师。
西川本来是一名程序员兼PC方面的作家，通过一台佳能 EOS DCS 1c走上摄影之路。在中国大陆，西川和久通过其拍摄的AV女优写真为人所知。
西川和久也受邀在《Impress Watch》雜誌开设专栏，负责评测各厂商推出的照相机，不同于大多数的照相器材评测，西川和久选择实际拍摄女优过程来给出对器材的评价。

## 主要作品

### 写真集
- vibes KAORI 写真集
- BODY HEAT 堀口としみ 1st写真集
- Passion Fruits 相马茜 写真集
- Honey 岡倉あゆ写真集
- たわわ 岡倉あゆ写真集

### 解说书
- 《500万用户的Windows 95的真相与谎言》 （500万ユーザーのためのウインドウズ95のウソとホント）
- 《数码相机IXY Digital指南》（できるデジタルカメラIXY DIGITAL対応版）
- 《西川和久的数码相机与Photoshop超级技巧》（西川和久のデジカメ&フォトショップスーパーテクニック）
- 《Windows及Mac上Photoshop的技巧》（プライベートデジフォトテクニック Win&Mac Photoshopでレタッチ!）